# Munida benedicti
Munida benedicti är en kräftdjursart. Munida benedicti ingår i släktet Munida och familjen trollhumrar. Inga underarter finns listade i Catalogue of Life.